# Modou Barrow
Modou Barrow, född 13 oktober 1992 i Banjul, är en svensk-gambisk fotbollsspelare.

## Klubbkarriär
Hans moderklubb är Real de Banjul FC. Som 11-åring kom han till Sverige. Han spelade för IFK Norrköping, men lämnade klubben i oktober 2012.
Den 1 september 2014 värvades Barrow av engelska Swansea City från Östersunds FK för två miljoner pund. Den 9 november 2014 gjorde han sin debut i Premier League mot Arsenal. Matchen slutade med en 2–1-vinst för Swansea och Barrow byttes in i den 67:e minuten mot Marvin Emnes. I mars 2015 lånades Barrow ut till Nottingham Forest för resten av säsongen 2014/2015, men han återkallades till Swansea efter endast fyra matcher. Den 12 mars 2016 gjorde Barrow sitt första mål i Premier League, i en 3–2-förlust mot AFC Bournemouth.
Den 31 januari 2017 lånades Barrow ut till Leeds United för resten av säsongen.
Den 20 juli 2020 värvades Barrow av sydkoreanska Jeonbuk Hyundai Motors.
Den 16 januari 2023 värvades Barrow av saudiska Al-Ahli.
Den 28 augusti 2023 lånades Barrow ut till Sivasspor på ett årskontrakt.
Den 16 september 2024 skrev han på för saudiska Abha.

## Landslagskarriär
Den 22 maj 2015 meddelade Barrow att han tackade ja till det att representera det gambiska a-landslaget framöver. Han hade samma vecka blivit uttagen till Gambias landslagstrupp till kvalmatchen i Afrikanska mästerskapen mot Sydafrika. Tidigare samma år blev Barrow, som också är svensk medborgare, uttagen till det svenska U21-landslaget, men tvingades då tacka nej på grund av skada.